# Alex Harley
Pour les articles homonymes, voir Harley.
Alexander « Alex » Harley (né le 20 avril 1936 à Glasgow en Écosse et mort en 1969 à Birmingham en Angleterre) était un footballeur écossais.

## Biographie
Il a joué pour les clubs du Third Lanark, Manchester City, Birmingham City, Dundee et Portadown en tant qu'attaquant.
Harley rejoint Third Lanark en 1958, avec qui il inscrit 71 buts en deux saisons entre 1960 et 1962. Ses 42 buts lors de la saison 1960-61 font de lui le meilleur buteur de la Scottish Football League First Division. 
À la fin de la saison 1962, il est acheté par le club anglais de Manchester City pour 19 500 £. Il fait ses débuts avec le club lors d'une défaite 2–0 contre Aston Villa le 25 août 1962, et inscrit son premier but pour Manchester City deux matchs plus tard contre Tottenham Hotspur. Il inscrit 31 autres buts toutes compétitions confondues, dont le but victorieux lors du Manchester derby à Old Trafford, qui le fait finir meilleur buteur du club de la saison, bien que Man City finit à la 21e place et est relégué.
Harley rejointalors Birmingham City à la fin de la saison 1962 pour 42 000 £, pour pouvoir rester en D1. Il inscrit 9 buts en 28 matchs de championnat pour Birmingham, puis retourne en Écosse en 1965, pour le club du Dundee FC. Il ne joue que dix matchs pour Dundee, et inscrit quatre buts, avant de partir pour l'Irlande du Nord dans le club de Portadown,.
Harley décède à Birmingham en 1969.

## Palmarès
Third Lanark AC
- Meilleur buteur du Championnat d'Écosse de football (1) :
  - 1961: 42 buts.